# Intersport
Intersport GmbH – одна з найбільших мереж магазинів спортивних товарів у світі, в яку входить більше 5600 магазинів у 45 країнах світу. Мережа заснована у 1968 році. Міжнародне гасло Intersport – «Спорт для людей». Штаб-квартира розташовано у м. Берн, Швейцарія. В Україні мультибрендова спортивна мережа Intersport налічує 42 [Архівовано 26 грудня 2019 у Wayback Machine.] торгових точок із них 6 формату outlet у 25 містах України загальною площею 42 375 кв. м

## Історія
Міжнародна корпорація IIC-Intersport International Corporation GmbH (IIC) – керуюча компанія мережі Intersport - була заснована у 1968 році національними закупівельними асоціаціями десяти країн: Бельгія, Данія, Німеччина, Франція, Італія, Нідерланди, Норвегія, Австрія, Швеція та Швейцарія.
У наступні 12 років Intersport виступав офіційним ритейлером Олімпійських ігор у Мюнхені (1972 рік), Інсбруку (1976 рік) та Москві (1980 рік).
З 1983 року Intersport починає розробляти власні спортивні бренди: McKinley, Etirel, TecnoPro. Згодом до переліку власних торгових марок додалися ProTouch, Energetics і FireFly.
У 2010 році Intersport підписує угоду з УЄФА та стає офіційною спортивною мережею з продажу ліцензованої продукції на Чемпіонатах Європи з футболу 2012 (Польща/Україна) та 2016 (Франція) років. 

## Україна

Країни, де працює мережа Intersport. Червоним кольором виділені країни, де мережа була заснована, синім — інші

Україна стала 45 країною, де почала розвиватися мережа Intersport. Швейцарський бренд Intersport був виведений на український ринок у 2016 році компанією «Епіцентр К». Менш ніж за два роки мережа Intersport в Україні зросла до 23 торговельних точок. Для швидкого масштабування компанія використовувала спортивні відділи торгових центрів «Епіцентр», на місці яких відкривалися магазини Intersport.
У грудні 2017 року мережа Intersport вийшла за межі «Епіцентру» і відкрила магазин у столичному ТРЦ Lavina Mall та в ТЦ «Нова Лінія» в м.Буча у новому унікальному концепті.
У 2018 році відкривається перший в Україні Intersport Outlet площею 2800 кв. м.
У лютому 2019 року Intersport відкриває свій 25-й магазин в столичному ЦУМ площею 1400 кв. м із розширеним асортиментом та преміальною лінійкою товарів. У 2019 році intersport-Україна збільшила кількість своїх магазинів на  
Окрім продажу спортивних товарів та інвентарю Intersport надає послуги з обслуговуванню гірськолижного спорядження, послуги друку на спортивній формі та перетяжка тенісних ракеток.
Сайт Інтерспорт Україна https://intersport.ua/ [Архівовано 13 грудня 2019 у Wayback Machine.]

## Бренди
В мережі Intersport представлено близько 70 світових брендів та 5 власних торгових марок. Крім колекцій звичних для любителів спорту брендів Nike, Adidas, Reebok, ASICS, New Balance, Puma, Salomon, Under Armour, Salomon, 4F представлені товари під власними торговими марками, які мережа продає по всьому світу McKinkley, Etirel, Pro Touch - біг, Firefly - дозвілля, плавання/пляж, Energetics - фітнес, Technopro - лижі, водні види спорту, ракетки.

## Соціальні ініціативи та спонсорство
Щороку під егідою Intersport Україна у Києві проходять спортивні змагання INTERSPORT RUN UA (2015, 2016, 2017, 2018 роки), а також INTERSPORT FEST.
Щороку забіг збирає близько 6 000 бігунів з 12 країн світу. Учасники змагаються у трьох індивідуальних забігах на дистанціях 10 км, 5 км, 2 км, а також у командному забігу Intersport team Run UA 4x5. У рамках першого благодійного забігу Intersport Charity Run у 2018 році було зібрано кошти  на придбання обладнання для НДСЛ ОХМАТДИТ.
Компанія виступає титульним спонсором щорічної церемонії нагородження «Герої спортивного року», яку організовує Національний олімпійський комітет України. Нагорода присуджується спортсменам та тренерам за внесок у розвиток вітчизняного спорту.
З 2019 року під егідою Intersport Україна та за підтримки Федерації лижного спорту України у Києві проходять спортивні змагання з гірськолижного спорту  Intersport Kids Trophy для дітей віком від 4 до 14 років. У першому змаганні взяли участь близько 250 дітей.